# コロンボ・プライド
コロンボ・プライドは、スリランカで2005年から毎年開催されているLGBTQ+の祭典である。ロザンナ・フレーマー・カルデラらが設立したEqual Groundを中心としながら、クィア権利支援団体によって主催されてきた。プライド月間である6月に開催されることが多い。2006年からは「アビマーニ映画祭」も同時に開催され、ほか写真展・パフォーマンスなどが行われている。
2020年・2021年は、新型コロナウイルス流行の影響により、路上のデモなどは取りやめ、オンラインの形式で開催された。オンラインの映画祭のほか、写真・音楽。ダンスなどのオンラインでのコンテストが開催された。2022年は、2022年スリランカ反政府運動の影響の中で、1週間にわたる大規模なイベントが開催された。この年には、三日間にわたる映画祭のほか、音楽・ダンスのパフォーマンス、コンペティションや関連イベントが行われた。
2022年6月には、北部のジャフナでも初めてのプライド・マーチが行われた。

## 評価
2005年、最初にイベントが開催された時には、350人が参加した。その後も参加者は増え続け、この運動は賞賛と支持を集め、広く知られるようになった。地元紙や国際メディアでも取り上げられ、Ceylon Todayはこのイベントを「カラフル・音楽・多様性に満ちた、喜びにあふれた一週間の祭典」であると評した。